# Montner
Montner (in catalano Montner) è un comune francese di 320 abitanti situato nel dipartimento dei Pirenei Orientali nella regione dell'Occitania.

## Società

### Evoluzione demografica
Abitanti censiti